# 扎利兹内港

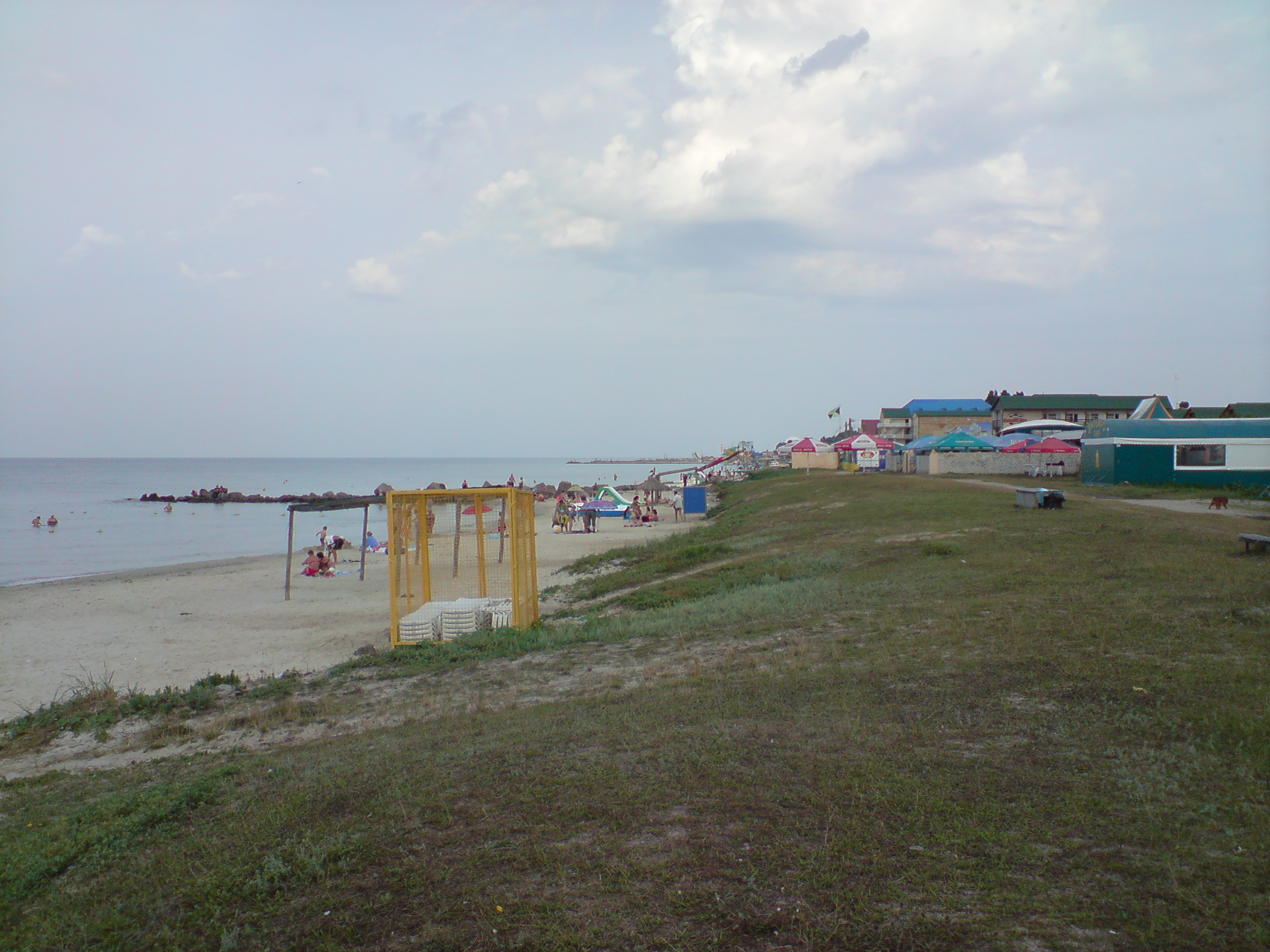

46°7′22″N 32°17′33″E / 46.12278°N 32.29250°E
扎利兹内港是位於烏克蘭南部的村莊，由赫爾松州斯卡多夫斯克區的貝赫泰里市鎮負責管轄。該村始建於1922年，面積2.17平方公里，2001年人口1,528，人口密度每平方公里704.2人。
乌克兰南部战役爆發後不久，當地被俄羅斯佔領。